# 圖利普 (印第安納州)
圖利普（英語：Tulip）是位於美國印地安納州格林縣的一個非建制地區。該地的面積和人口皆未知。